# Revocata Heloísa de Melo
Revocata Heloísa de Melo (Porto Alegre, 31 de dezembro de 1853 — Rio Grande, 23 de fevereiro de 1944 ) foi uma escritora, jornalista e educadora brasileira.
Era irmã de Julieta de Melo Monteiro e filha da poetisa Revocata dos Passos Figueiroa de Melo e de João Correia de Melo.
Foi professora em Rio Grande. Fundadora, juntamente com a irmã, dos jornais Violeta e O Corymbo em 1883. Usava, em alguns momentos, o pseudônimo "Sibila" e "Hermengarda"
Foi membro da Sociedade Partenon Literário. Homenageada com nome de rua em Porto Alegre, no bairro São José e nome de escola estadual em Rio Grande.
Era frequentemente mencionada na revista A Mensageira.